# Дьяо, Салиф
Сали́ф Аласса́н Диао́ (фр. Salif Alassane Diao; 10 февраля 1977, Кедугу) — сенегальский футболист, опорный полузащитник.

## Карьера

### Начало карьеры
Диао начал свою карьеру в Сенегале, где он проходил обучение в Академии «Монако», а в возрасте семнадцати лет перебрался во Францию, где стал играть за «монегасков». В 2000 году с этой командой он стал победителем Чемпионата Франции. Ещё два года он провёл в «Седане», в составе которого он регулярно выходил на поле. На это же время приходится его дебют в сборной Сенегала и участие в чемпионате мира в Японии и Корее, сразу после которого он перешёл в «Ливерпуль».

### Ливерпуль
Выступления Диао за сборную страны на чемпионате мира привлекли к нему внимание скаутов многих топ-клубов Европы, но расторопнее всех оказался «Ливерпуль», предложивший «Седану» 5 миллионов фунтов за футболиста. Возможно, что определяющую роль в переезде игрока именно в этот клуб сыграло то, что команду тренировал француз Жерар Улье, в вопросах селекции уделявший особое внимание франкоговорящим футболистам. Вместе с Диао «Ливерпуль» приобрёл и звезду сборной Сенегала Эль-Хаджи Диуфа, который стал самой дорогой покупкой мерсисайдского клуба на тот момент.
Покупка обоих футболистов оказалась трансферной ошибкой «Ливерпуля», так как ни один, ни другой не смогли проявить себя в команде и оправдать возложенных на них надежд. Диао оказался слабее большинства футболистов «Ливерпуля», с которыми ему предстояло конкурировать за место в составе. В результате, Улье стал использовать его чаще на позициях центрального защитника и фуллбека, хотя приобретался Салиф в качестве опорника. В первом своём сезоне в составе «красных» Диао забил два гола, причём 2 октября 2002 года он отличился в хорошо известном российским болельщикам матче против московского «Спартака» в Лиге чемпионов на Энфилде, который закончился победой хозяев с разгромным счётом 5:0.
После того, как Рафаэль Бенитес сменил Улье на посту тренера «Ливерпуля», Диао получил шанс проявить себя на «своей» позиции, но сделать этого не сумел. Показательным в этом плане стал матч против «Фулхэма» на «Крэйвен Коттедж» 16 октября 2004 года. Диао начал этот матч в стартовом составе, и уже к перерыву счёт был 0:2 в пользу хозяев, причём Салиф принял непосредственное участие в одном из пропущенных голов, отдав мяч назад и тем самым отдав подарив «Фулхэму» шанс отличиться. В перерыве Бенитес заменил Диао на Шаби Алонсо, и во втором тайме «Ливерпуль» забил четыре безответных гола, выиграв этот матч со счётом 4:2, а третий мяч на 79-й минуте забил как раз баскский полузащитник, вышедший на замену сенегальцу.
В том же сезоне провёл свой последний матч за «Ливерпуль» (3 января 2005 года против «Норвич Сити») и забил последний гол (26 октября 2004 в ворота «Миллуолла» в Кубке Лиги).

### Бирмингем Сити
В январе 2005 «Бирмингем Сити» взял Диао, потерявшего место в основном составе «Ливерпуля», в аренду до конца сезона, однако из-за полученной вскоре травмы Салифу пришлось вернуться обратно. Его долгое отсутствие в матчах первого состава «Ливерпуля», несоответствие уровня футболиста требованиям, предъявляемым к игрокам в этой команде, а также то, что после возвращения в из аренды Салиф вообще не сыграл ни одного матча за «красных» делают весьма удивительным тот факт, что Диао появился на знаменитом финальном матче Лиги чемпионов в Стамбуле 25 мая 2005 года, а затем и принял участие в праздновании победы в турнире. Многих болельщиков «Ливерпуля» неприятно поразило то, что на большинстве фотографий, сделанных после завершения матча и вручения команде на вечное хранение Кубка чемпионов, на переднем плане лучше всех виден именно Диао, который сделал значительно меньше многих игроков «красных» для достижения этого результата.

### Портсмут
Перед сезоном 2005/06 годов Диао даже не получил в персонального номера в «Ливерпуле», а принадлежавший ему ранее номер «15» был отдан Питеру Краучу, который пришёл в команду летом 2005 года. Тогда же в команде появился и новый опорный полузащитник — малиец Момо Сиссоко, которого Бенитес назвал «новым Виейра». Что интересно, в своё время подобного сравнения от Жерара Улье удостоился и Диао. В сложившейся ситуации Салиф принял решение отправиться в «Портсмут», который взял сенегальца в аренду на год с правом дальнейшего выкупа. Однако, бо́льшую часть сезона Диао был травмирован, а потому по его окончании тренер «Помпи» Харри Реднапп решил, что постоянное соглашение с футболистом, склонным к получению травм, подписано не будет.

### Сток Сити
В июле 2006 года Диао рассматривался в качестве возможного приобретения «Чарльтоном», однако так и не перешёл в этот клуб. 25 октября 2006 года он был арендован «Сток Сити», клубом из Чемпионата (второго по значимости дивизиона Англии), и сразу стал там игроком основы. Некоторые болельщики сравнивали его игру с выступлениями Клода Макелеле. В январе 2007 года срок аренды был продлён до конца сезона, а затем Диао, который помог клубу спасти неудачный сезон, подписал со «Сток Сити» контракт на постоянной основе.
27 декабря 2007 года Диао продлил контракт с клубом ещё на полтора года (до окончания сезона 2008/09), а это значит, что он скорее всего снова сыграет в Премьер-Лиге, права участвовать в которой «Сток Сити» добился, заняв второе место в чемпионате Футбольной Лиги в сезоне 2007/08.

### Международная карьера
Диао к настоящему моменту провёл почти сорок матчей за сборную Сенегала, став в её составе финалистом Кубка африканских наций и участником чемпионата мира 2002 года. Он четыре раза отличился в матчах национальной команды, один из его голов был забит во втором туре группового раунда чемпионата мира в ворота датчан. Позднее в том же матче Салиф получил красную карточку и был удалён.

## Достижения
- Чемпион Франции (2000)
- Обладатель Суперкубка Франции (1998)
- Финалист Кубка африканских наций (2002)
- Участник чемпионата мира в Японии и Корее (2002)